# Morti nel 375
| Questa pagina contiene informazioni ricavate automaticamente dalle voci biografiche con l'ausilio del template Bio e di un bot. L'aggiornamento è periodico e automatico e ricostruisce completamente la pagina. Se manca una persona in questa lista, sei pregato di non aggiungerla, ma accertati piuttosto che la sua voce biografica contenga il template Bio e che i dati anagrafici siano correttamente compilati. Se il template Bio manca, inseriscilo tu stesso o, in alternativa, metti l'avviso {{tmp\|Bio}} che ne segnala la mancanza. Se i dati riportati sono sbagliati, correggi direttamente la voce biografica; le modifiche saranno visibili in questa lista entro pochi giorni. Per chiarimenti vedi il progetto biografie. La lista contiene solo le 7 persone che sono citate nell'enciclopedia e per le quali è stato implementato correttamente il template Bio. Pagina aggiornata al 18 mag 2025. |

- 23 febbraio - Gorgonia di Nazianzo, santa romana
- 30 maggio - Emmelia di Cesarea, santa romana
- 17 novembre - Valentiniano I, imperatore e militare romano (n. 321)
- Amarasimha, linguista indiano
- Firmo, politico romano
- Mansueto di Toul, vescovo francese
- Rav Papa, rabbino babilonese (n. 300)